# غاق طويل الأذن
غاق طويل الأذن (الاسم العلمي: Phalacrocorax auritus) هو نوع من الطيور يتبع جنس الغاق من الفصيلة الغاقيات.